# Узинбулак
Узинбула́к (каз. Ұзынбұлақ) — село у складі Кегенського району Алматинської області Казахстану. Адміністративний центр Узинбулацького сільського округу.
У радянські часи село називалось Узунбулак.
Населення — 1163 особи (2021; 1406 у 2009, 1694 у 1999, 2224 у 1989).